# Toupie (jouet)
Pour les articles homonymes, voir Toupie.

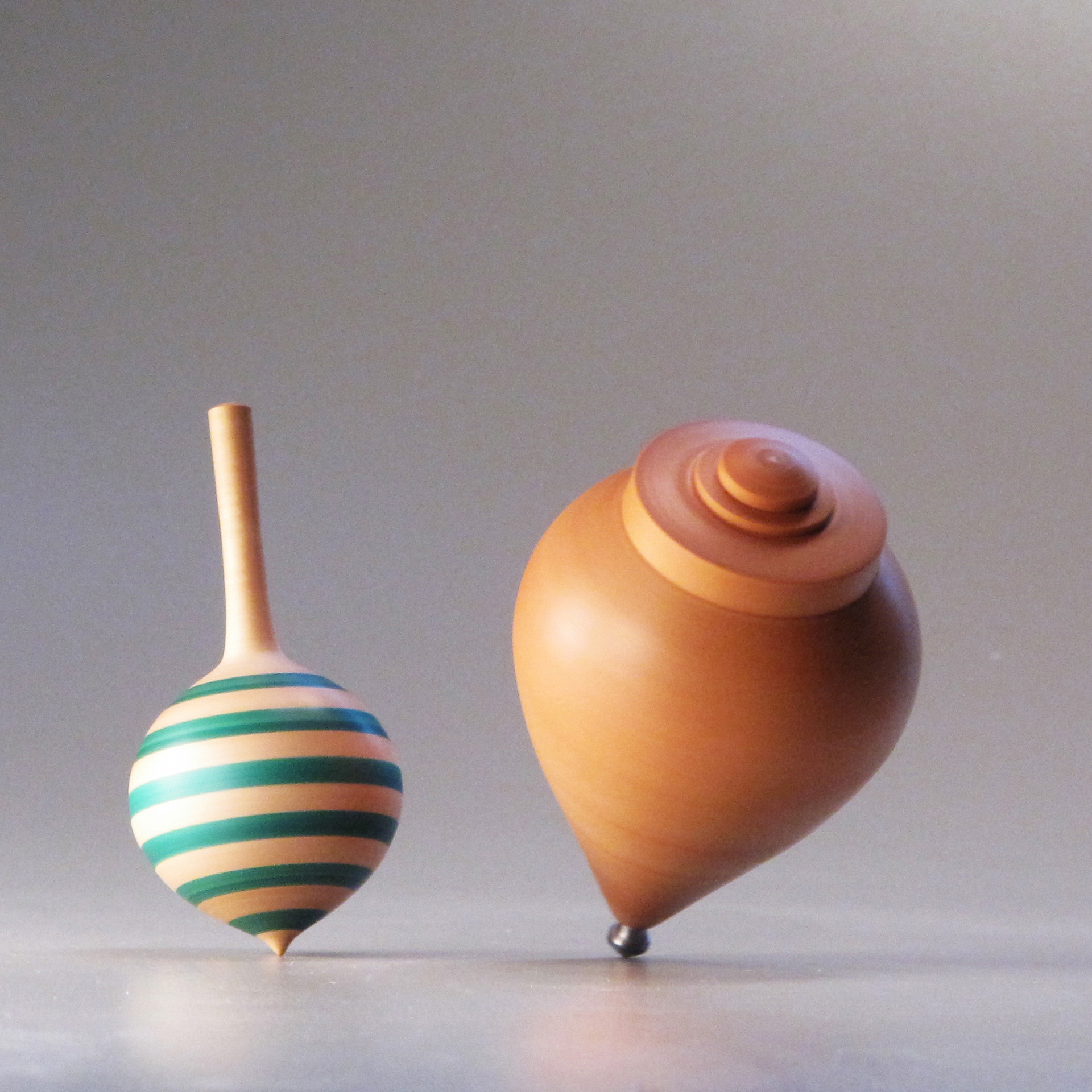
Deux toupies - À gauche, modèle à rotation entre les doigts - À droite, modèle entraîné par une ficelle.

Une toupie est un jouet destiné à tourner sur lui-même le plus longtemps possible, en équilibre sur sa pointe. 
Jouet connu depuis l'Antiquité, c'est un jeu traditionnel populaire en Chine, où faire tourner une toupie consiste à fouetter continuellement l'objet conique pour le faire tourner sur la glace ou sur un terrain lisse. Des noms variés sont donnés à ce sport en Chine.[Lesquels ?]

## Historique

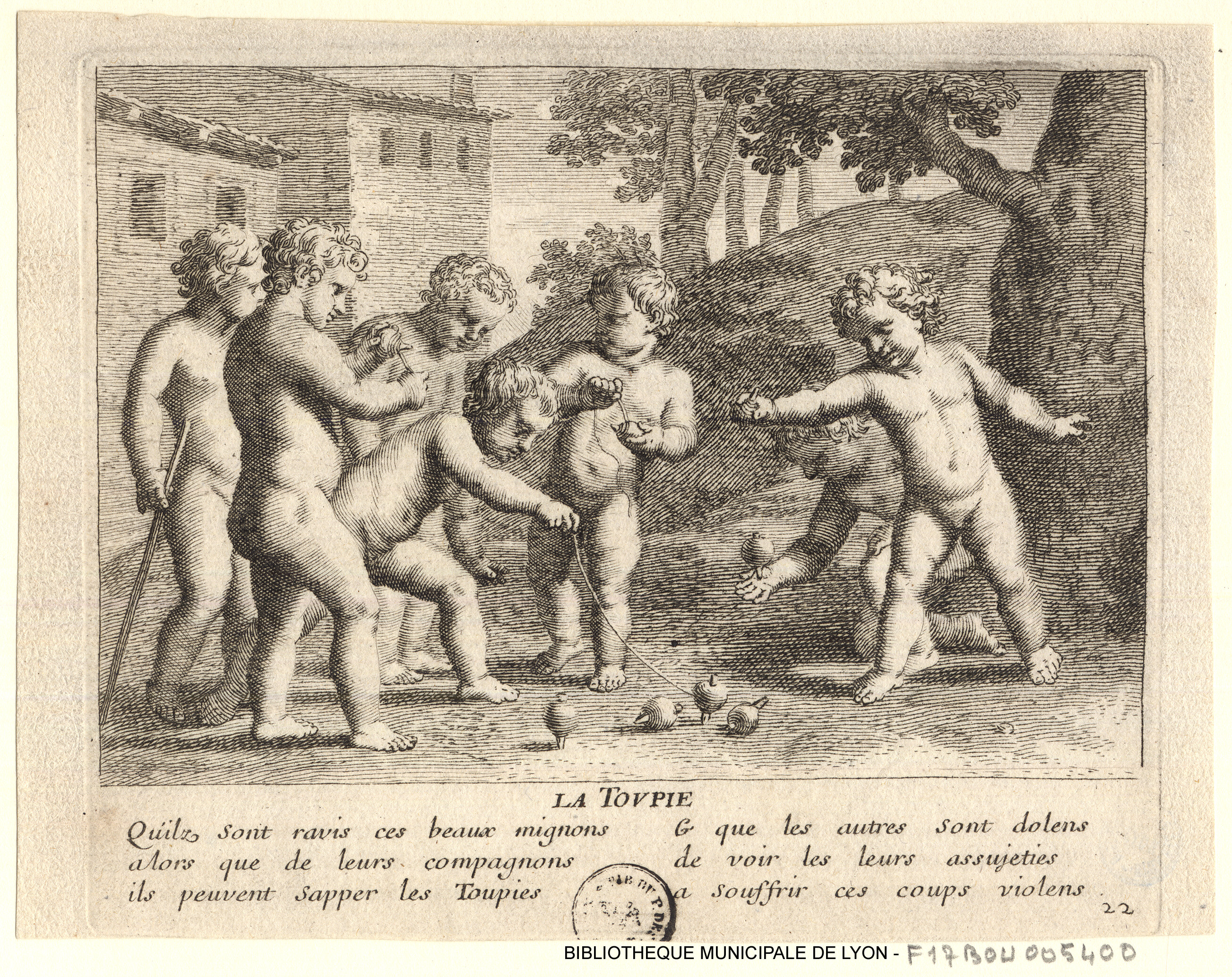
La toupie. Gravure dans Les jeux et plaisirs de l'enfance, par Claudine Bouzonnet-Stella (1657).

En 1926, une toupie en poterie fut déterrée des ruines culturelles Huitiling, dans le village de Xiyin, district de Xiaxan (Shanxi), ce qui prouve que les toupies existaient en Chine depuis plus de 4 000 ans. Ce jeu populaire chinois s'est étendu en Corée, au Japon et dans d'autres pays avant le Xe siècle. En Angleterre au XVe siècle, chaque village possédait une toupie géante qui servait uniquement à des courses populaires, lors du Mardi gras,.

## Principe
Ce jouet est connu depuis au moins l'Antiquité.
Les toupies sont faites en différentes matières, comme en poterie, en pierre, en bois, en bambou et en terre cuite.
Pour y jouer, il faut tenir, d'une main, un fouet enroulé étroitement autour de la partie supérieure de l'axe et empoigner la toupie de l'autre. Puis tirer le fouet en arrière jusqu'à ce que la toupie tombe par terre et tourne et la fouetter continuellement pour la garder en mouvement.

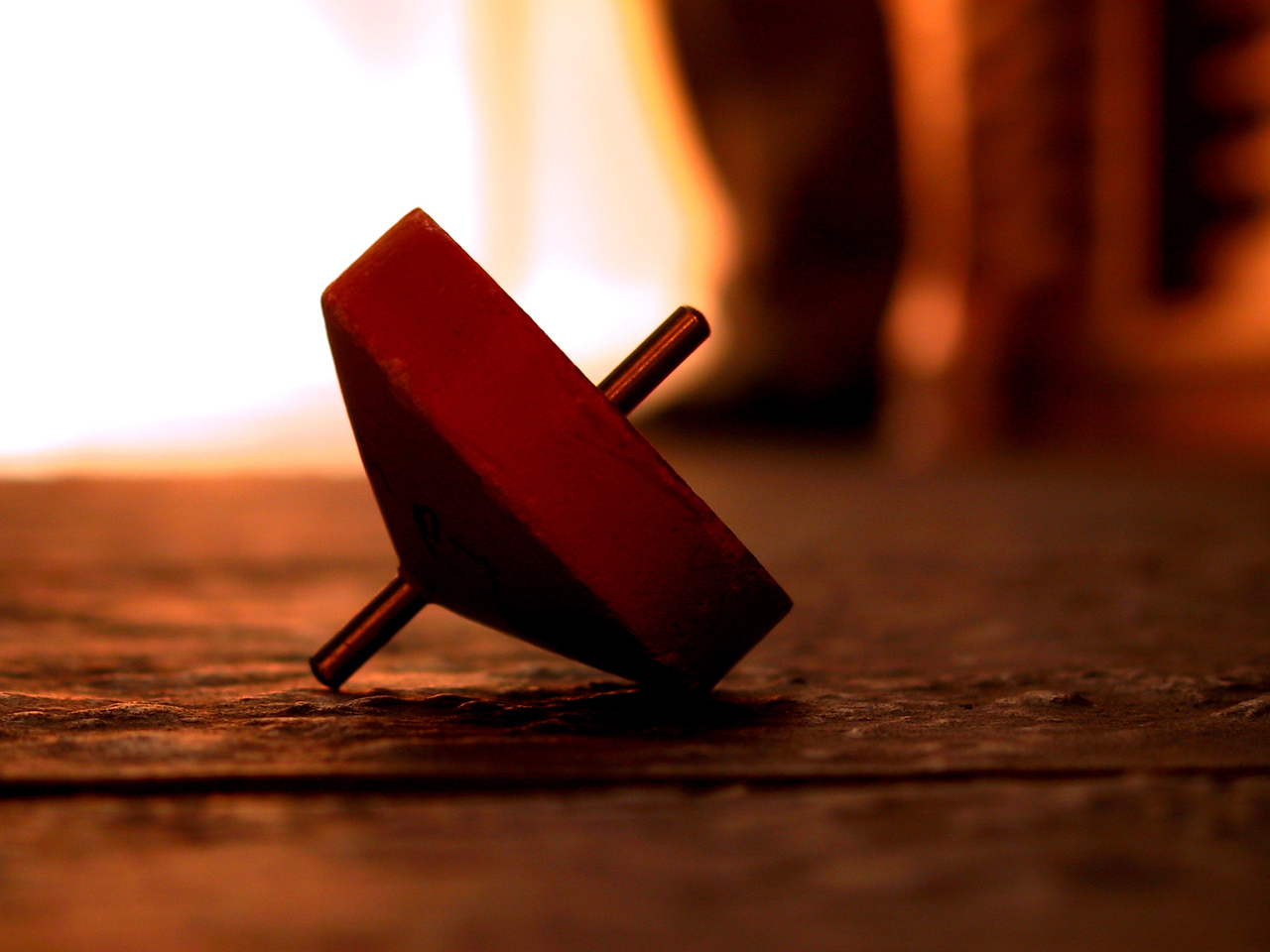
Toupie japonaise.

Il existe de nombreuses formes de toupies, mais le principe de base est toujours le même : 
- une masse équilibrée (centre de gravité sur l'axe de rotation) ;
- un grand moment d'inertie par rapport à l'axe (masses réparties loin de l'axe) ;
- contact ponctuel sur l'axe (ou très proche) avec le sol (diminution des effets du frottement) ;
- un système de mise en rotation (tige, ficelle…) permet de lancer la toupie. Une fois en rotation, la toupie se comporte comme un gyroscope.

On peut jouer de différentes façons avec une toupie. On peut soit tenir compte de la durée de rotation, soit de la longueur parcourue, soit encore pratiquer le jeu de massacre dont le but est de faire tomber le maximum de quilles.
Le temps de rotation peut être augmenté en abaissant le centre de masse, en minimisant la friction au niveau de l'embout et en répartissant la masse loin du centre (grand moment d'inertie).

## Toupies spéciales
On distinguera cependant les toupies, qui doivent tourner le plus longtemps possible (et sont des jeux du corps), des totons – et donc aussi des dreidel – qui sont des générateurs de hasard (sortes de dés), et doivent tomber vite, afin de révéler un nombre ou une lettrre… C'est improprement que ces derniers sont qualifiés de toupies.
- Fidget spinner (ou hand spinner), toupie plate sur un axe avec plusieurs branches lestées;
- Sabot : sorte de toupie que les enfants font tourner en la fouettant avec une lanière;
- Trompo, toupie espagnole à ficelle;
- Toupie de précision, d'apparition récente, généralement utilisée par les collectionneurs. Ces toupies très dispendieuses (jusqu'à plusieurs centaines de dollars) sont usinées avec des précisions égalant celles de l'industrie spatiale. Elles sont construites avec des métaux ou des alliages, parfois avec des matériaux rares comme le tungstène, le titane, le zircon, et parfois aussi avec un assemblage de plusieurs parties de compositions différentes. Pour augmenter les temps de rotation, leur pointe est  généralement munie d'une minuscule bille parfaitement lisse réalisée en matériau dur (céramique, carbure de tungstène, rubis…). Ce genre de toupie, même limitée à un diamètre d'un pouce (2,54 cm), permet avec un peu d'entraînement de dépasser les 10 minutes de rotation.
- Toupie carrousel ou toupie à crémaillère[3]
- Toupie tippe-top, dont le corps est une sphère tronquée partiellement évidée terminée par un manche court, qui se lance souvent avec le pouce et l'index et qui peut tourner à l'endroit ou à l'envers.
- Virolon
- Levitron, toupie magnétique permettant de « léviter » au-dessus de sa base
- Beyblade. Cette toupie est assemblée en 5 pièces (pointe, axe de rotation, disque métallique, couronne et écrou), qui permettent de nombreuses combinaisons pour personnaliser la toupie afin de modifier son inertie, son aspect... pour la rendre plus performante ou l'adapter aux configurations de toupies adverses. Les toupies sont lancées dans une arène, et le joueur dont la toupie parvient à éjecter l'autre ou qu'il s'arrête en dernier a gagné.

## Totons
Les totons ne sont pas des toupies : ce sont des générateurs de nombres aléatoires, faits le plus souvent d'un corps cubique ou de section hexagonale traversé d'un axe. Si le jeu de la toupie consiste à la faire tourner le plus longtemps possible, celui du toton, au contraire, veille à avoir une rotation brève, afin d’obtenir un résultat rapide en lisant la face visible, comme avec un dé. Les totons sont parfois employés dans certains jeux de parcours, pour éviter d’utiliser un dé et respecter ainsi un interdit religieux ou moral.
- Toton, dé monté sur une tige permettant de le faire tournoyer;
- Sevivon (ou dreydel), toton à 4 faces, joué traditionnellement pour la fête juive de Hanoucca.

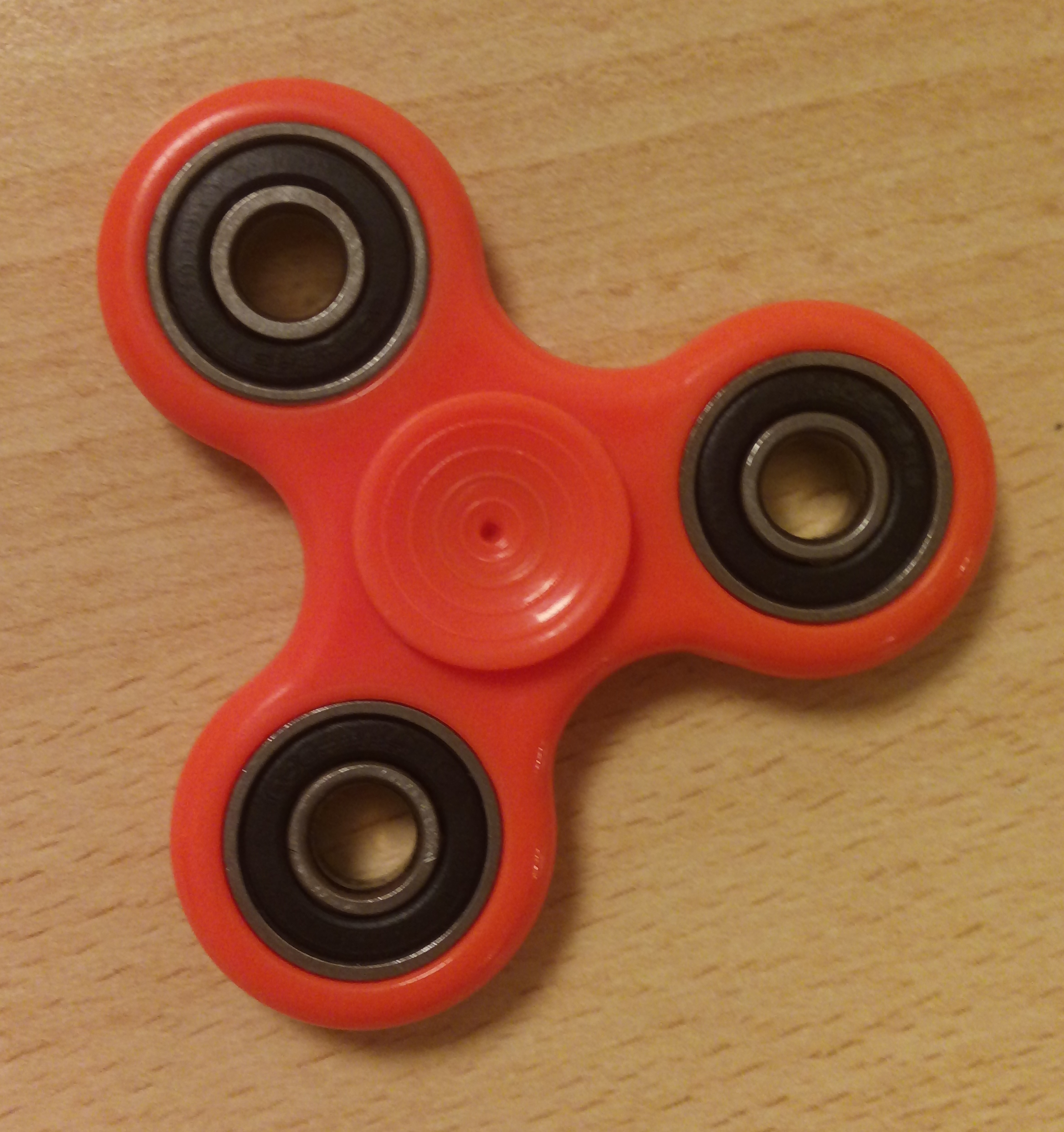
Hand spinner typique à trois branches.
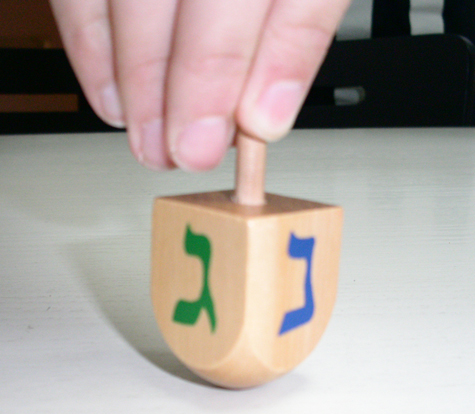
Sevivon.
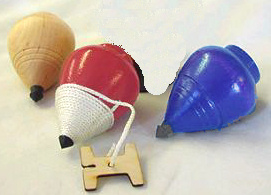
Trompos.
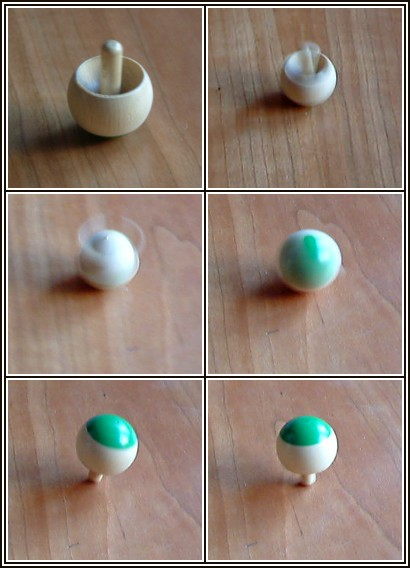
Toupie tippe-top.
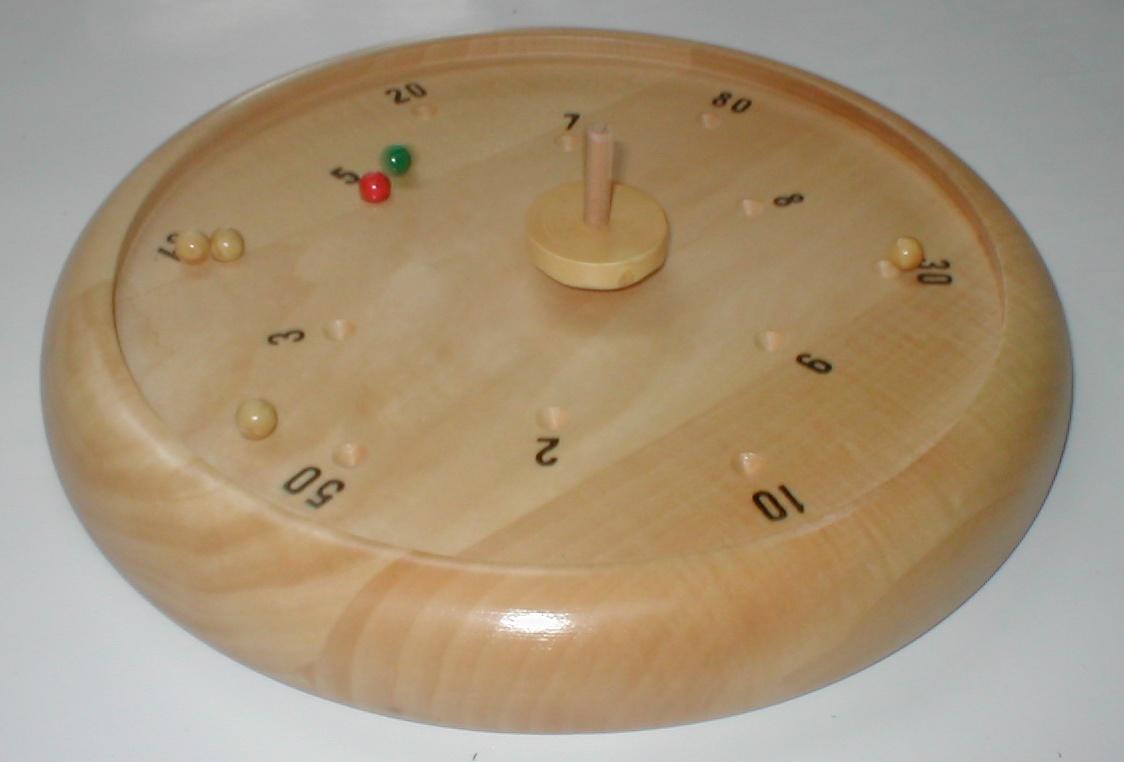
Virolon.
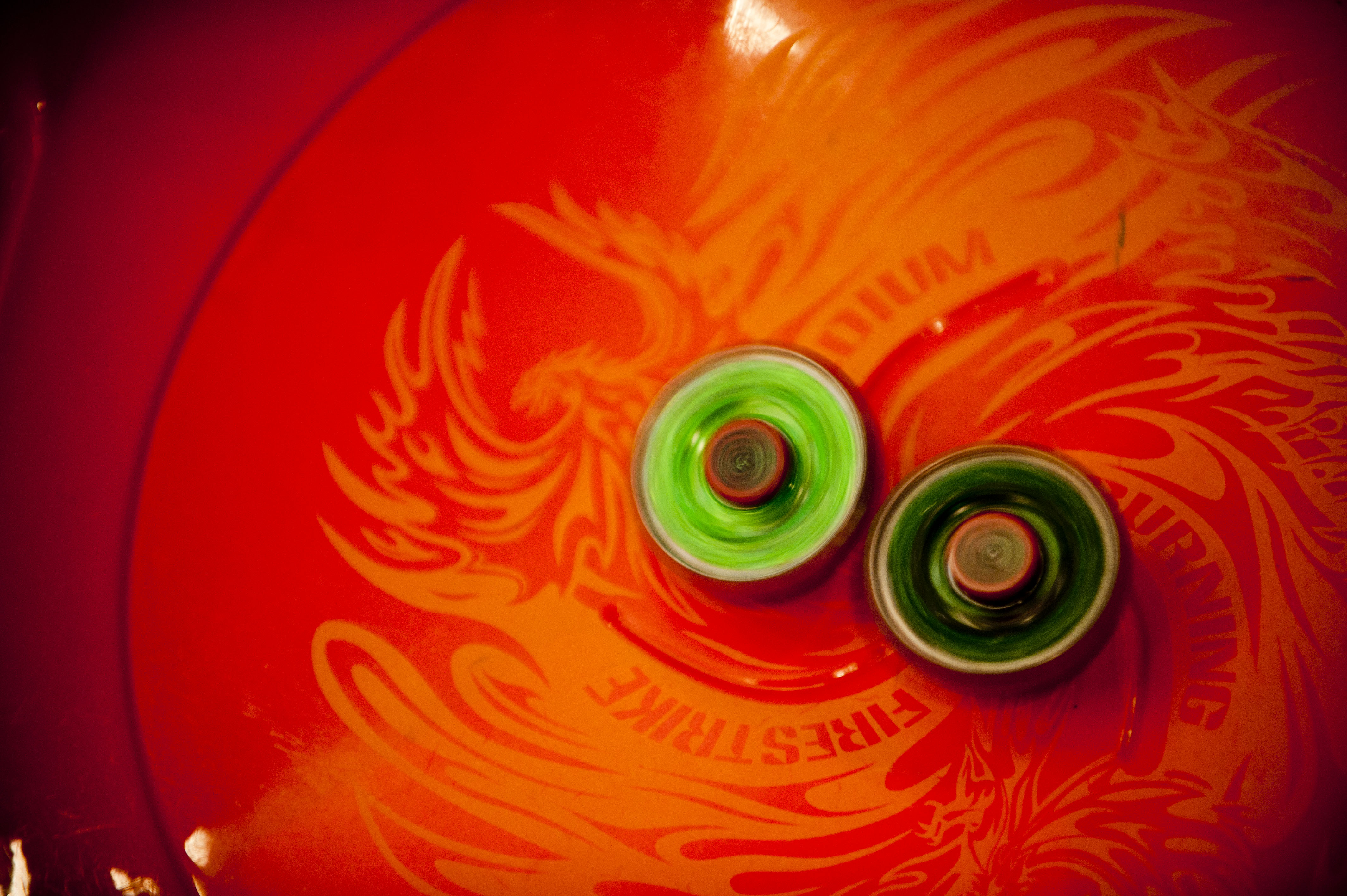
Tournoi de beyblades.
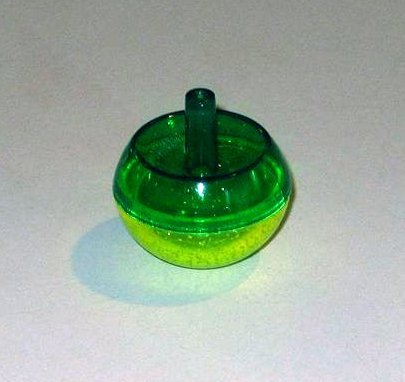
Toupie tippe-top.
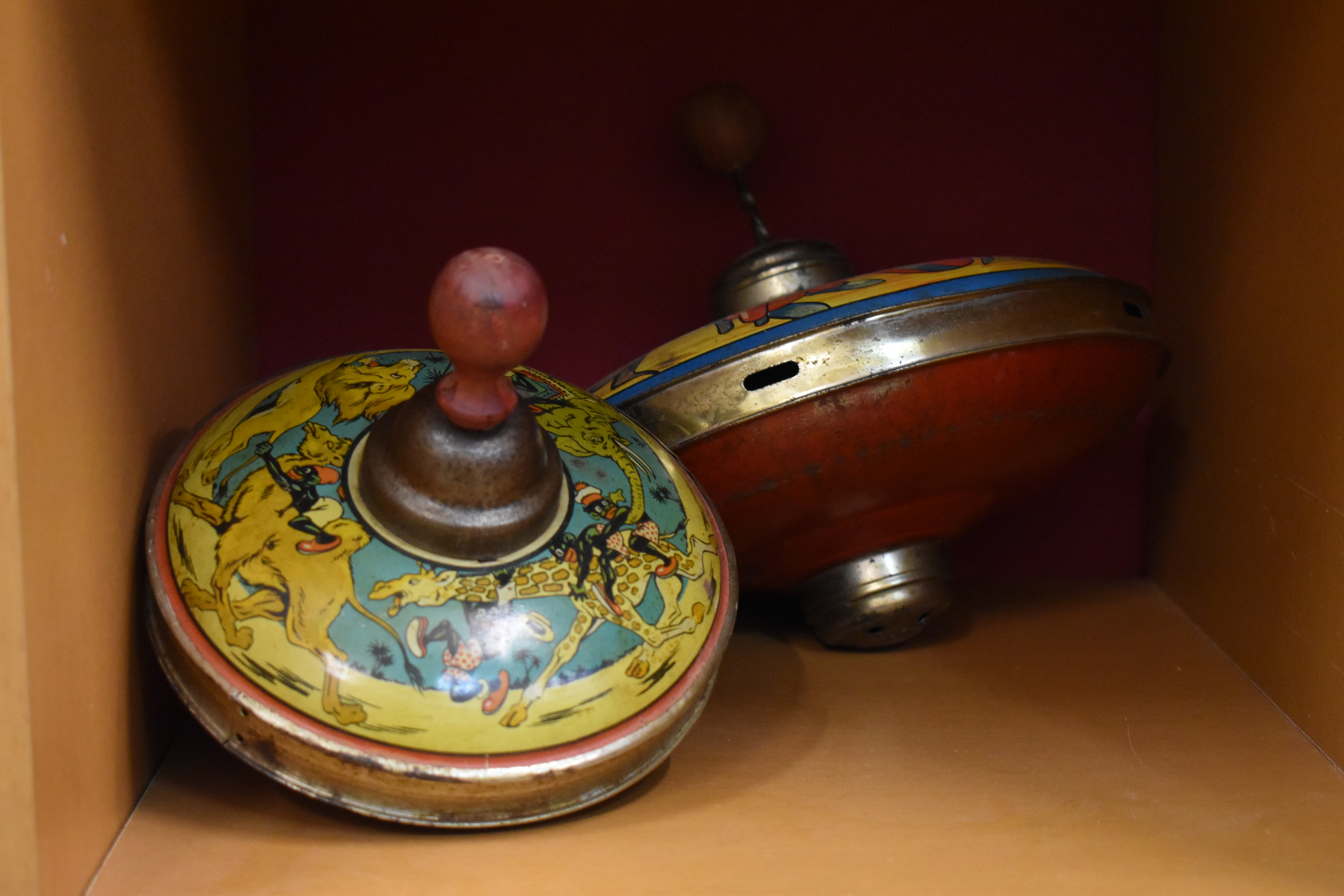
Toupie à crémaillère.
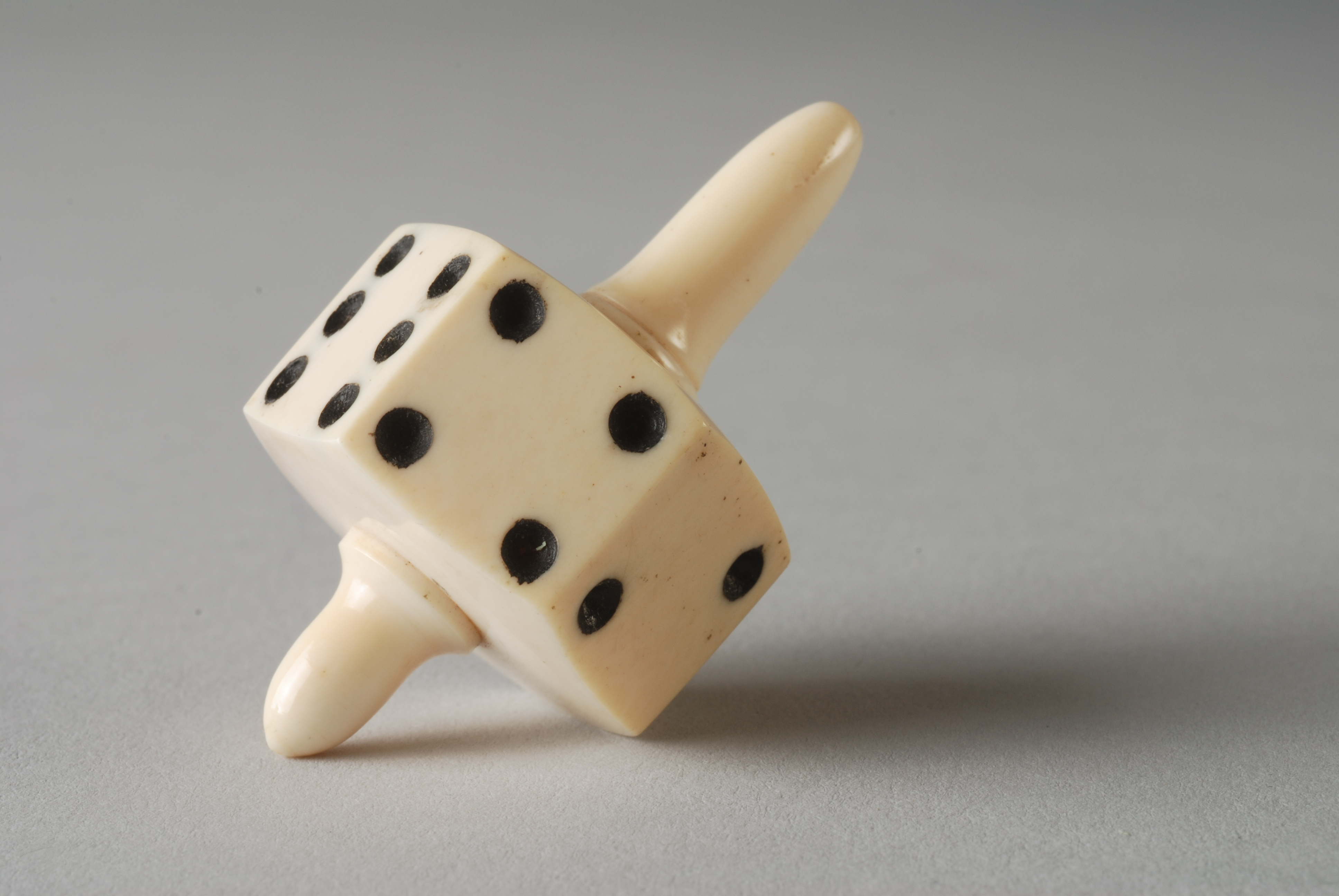
Toton à six faces.

## Dans la culture populaire
- La série de manga et d'anime Beyblade se base sur des combats de toupies.
- La toupie apparaît dans le film Inception (2010) de Christopher Nolan pour symboliser le fait que la scène se déroule ou non en rêve. Le film se termine sur une toupie en train de vaciller sans que le spectateur sache si elle finit par s'arrêter[4],[5].
- Dans la série humoristique Bloqués (épisode 36, « Le toupisme », 2015), le personnage d'Orel (Orelsan) crée une nouvelle religion qu'il appelle le « toupisme », basant ses actions sur le résultat qu'il obtient en lançant une toupie[6].